# Escuela neoclásica (criminología)
En criminología, la escuela neo-clásica continúa la tradición de la escuela clásica en el marco del realismo de derecha. Para esta corriente, el utilitarismo de Jeremy Bentham y de Cesare Beccaria continúan siendo una filosofía social relevante en términos de política, y el uso del castigo un elemento de disuasión a través de la aplicación de la ley, los tribunales y la cárcel.
Cuando el delito y la reincidencia son percibidos como un problema, la primera reacción política es el aumento de la vigilancia, penas más duras y el seguimiento de los liberados en libertad condicional. Intuitivamente, los políticos ven una correlación entre la gravedad de la pena y la posibilidad de cometer un delito. La intención práctica ha sido siempre la de disuadir y, en caso de que no sea posible, mantener a la sociedad más segura por el mayor tiempo posible mediante el encierro de los delincuentes en las prisiones (ver Wilson). Desde los primeros teóricos, sus argumentos se basan en la moralidad y utilidad social. No fue hasta hace relativamente poco tiempo que ha habido una investigación empírica para determinar si el castigo es un medio eficaz de disuasión.

## Teorías

### Teoría del control social
Como se presenta en la obra de Travis Hirschi, la teoría del control social propone, de acuerdo con las teorías del proceso de socialización y la teoría del aprendizaje social, que el autocontrol se construye y reduce la inclinación hacia el comportamiento reconocido como antisocial. El planteo se basa en teorías funcionalistas de la delincuencia y propone que hay tres tipos de control:
- Directo: por el cual el castigo se aplica como amenaza al mal comportamiento, y el cumplimiento es recompensado por padres, la familia y las figuras de autoridad.
- Indirecta: por la que un joven se abstiene del comportamiento delictivo porque estos actos podrían causar dolor y decepción de los padres u otras personas con las cuales él o ella tiene relaciones cercanas.
- Interna: por el cual la conciencia o el sentimiento de culpa le impiden a una persona participar en actos delincuenciales.[1]

### La teoría de la deriva
Aunque no es uno de los referentes de las teorías del control social, David Matza (1964) también adoptó los conceptos de frustración y rebeldía en contra de los valores sociales por los jóvenes delincuentes. Matza no identificó restricciones o controles que pudieran mantener a la juventud fuera de la desviación, pero quienes incursionaban en ella eran presentados como jóvenes que quedan a la deriva en la delincuencia. Como con Hirschi, Matza era escéptico de que la desviación pudiera ser explicada en términos de diferencias subculturales o contraculturales en los sistemas de valores. Los jóvenes delincuentes no eran ni obligados ni comprometidos a cometer hechos delictivos, sino que simplemente eran menos receptivos a los regímenes convencionales más tradicionales (1964:28). Por lo tanto, los jóvenes delincuentes iban "a la deriva" entre comportamientos criminales y no criminales, y estaban relativamente libres de elegir si participar en la delincuencia.

### Teoría de la elección racional
Esta surge del principio de la utilidad esperada en la teoría económica. Es decir, la gente va a tomar decisiones racionales basadas en sus expectativas de maximización de utilidad. En esa medida, se ajusta al modelo del utilitarismo propuesto por la Escuela Clásica, pero sus implicaciones son puestas en duda por la escuela neoclásica.

## Investigación reciente
Estudios iniciales compararon las estadísticas de homicidio entre estados en los que se utilizaba o no la pena capital, y no encontraron ninguna evidencia de disuasión por esta causa. Estudios posteriores pusieron a prueba la influencia de la gravedad de las penas. Las metodologías de investigación utilizadas fueron el análisis de las estadísticas oficiales e indicadores de correlaciones, así como entrevistas y cuestionarios para obtener indicadores subjetivos.
La investigación encuentra que la mayoría de las personas que se ajusta a la ley, suscriben a los valores sociales y morales representados por tales normas (es decir, el proceso de socialización es eficaz). Por lo tanto, en el mejor de los casos, la amenaza de la pena poseería un efecto estadísticamente no insignificante sobre la delincuencia. La evidencia empírica en apoyo de la disuasión es muy limitada. 
En su lugar, algunas consecuencias sociales negativas, tales como la desaprobación de la familia, la pérdida de reputación, la posible pérdida de empleo, entre otras, son factores más significativos. También hay una fuerte evidencia de que el aumento de las recompensas por la conformidad a las normas, mediante la prestación de mejores oportunidades de empleo o mejores retribuciones, pueden lograr un efecto disuasorio, otorgando a los comportamientos delictivos costes más altos (Tierney:1996, 277).